# Movimiento de los derechos de los niños
El Movimiento de los derechos de los niños es un movimiento histórico y moderno enfocado en el conocimiento, expansión y/o regresión de los derechos de los niños alrededor de todo el mundo. Comenzó en la última parte del siglo pasado y ha requerido de  grupos de apoyo, académicos, abogados, legisladores y jueces para poder construir un sistema de leyes y políticas que mejoren y protejan las vidas de los niños. Aunque la definición histórica de niño/a ha variado, la Convención sobre los Derechos del Niño de la Organización de las Naciones Unidas establece que "se entiende por niño todo ser humano menor de dieciocho años de edad, salvo que, en virtud de la ley que le sea aplicable, haya alcanzado antes la mayoría de edad". No hay definiciones de otros términos usados para describir a la gente joven, tal como "adolescentes" o jóvenes en ley internacional.
Cuando el trabajo infantil fue erradicado efectivamente en partes del mundo, el movimiento se enfocó en otras cuestiones, pero lo retomó cuando estalló la Segunda Guerra Mundial y las mujeres y niños comenzaron a regresar a la fuerza laboral una vez más. Con millones de adultos en la guerra, los niños fueron requeridos para ayudar a mantener al país en movimiento. En Europa, los niños servían como mensajeros, recolectores de inteligencia y otros trabajos clandestinos en oposición al régimen de Adolfo Hitler.

## Historia

### Derechos Naturales

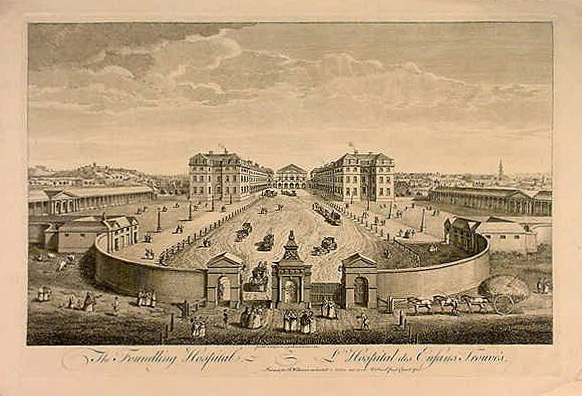
El Hospital Foundling, fundado en 1741 con el objetivo de rescatar huérfanos

El concepto de los niños teniendo derechos particulares es algo nuevo. Actitudes tradicionales hacia los niños tendían a considerarlos como meras extensiones de lo doméstico y 'propiedad' de sus padres y/o guardianes legales, quienes ejercían control absoluto parental. 
Los puntos de vista comenzaron a cambiar durante la Ilustración, época donde la tradición fue intensamente desafiada y el valor de la autonomía individual y los derechos naturales comenzaron a ser acertados.
El Hospital Foundling en Londres fue fundado en 1741 como un hogar para los niños para la "educación y mantenimiento de los niños abandonados y vulnerables". Thomas Spence, un político inglés radical escribió la primera defensa moderna en defensa de los derechos naturales de los niños en Los derechos de los infantes (The Rights of Infants), publicado en 1796.

### Reforma social
Con el comienzo de la Revolución Industrial, los niños desde los seis años eran contratados en fábricas y minas de carbón en frecuentes condiciones inhumanas con largas horas y poca paga. Durante los inicios del siglo XIX, esta explotación empezó a atraer una oposición en crecimiento. Las terribles condiciones de los niños urbanos pobres fueron expuestas a la opinión de la clase media por el autor Charles Dickens en su novela Oliver Twist. Reformadores sociales, como Lord Shaftesbury comenzaron a crear campañas contra este tipo de prácticas.
Una legislación mejorada fue lograda con una serie de Actas de Fábrica promulgadas durante el siglo XIX, donde las horas laborales para los niños fueron limitadas y ya no se permitía que trabajaran en la noche. Niños menores de nueve no eran permitidos para trabajar y aquellos de entre 9 y 16 estaban limitados a 16 horas por día. Las fábricas fueron requeridas para proveer educación a los aprendices en lectura, escritura y aritmética por los primeros cuatro años.
Una reformadora social influyente fue Mary Carpenter, quien hizo campañas en favor de niños abandonados que habían realizado actos de delincuencia juvenil. En 1851, ella propuso el establecimiento de tres tipos de escuelas; escuelas de días libres para la población en general, escuelas industriales para aquellos en necesidad y escuelas reformatorias para jóvenes infractores. Fue consultada por los editores de las leyes educativas y fue invitada para dar evidencia antes de los comités de la Cámara de los Comunes del Reino Unido. En 1852 estableció una escuela reformatoria en Bristol.
En los Estados Unidos, el Movimiento de los derechos de los niños empezó con el orphan train. En las grandes ciudades, cuando los padres de un niño morían o eran extremadamente pobres, el niño frecuentemente tenía que trabajar para mantenerse y/o a su familia. Los varones generalmente se volvían trabajadores de fábricas o de minas de carbón y las niñas se volvían prostitutas o niñas de taberna, sino terminaban trabajando en las maquilas. Todos estos trabajos pagaban lo mínimo.  
En 1852, Massachusetts requirieron a los niños para asistir a la escuela. En 1853, Charles Brace fundó la Sociedad de ayuda a los niños, quienes trabajaron para aceptar a los niños de la calle. Al siguiente año, los niños eran puestos en un tren hacia el Oeste, donde eran adoptados y a menudo se les daba trabajo. Por 1929, el tren de huérfanos dejó de funcionar, pero sus principios prevalecieron.  

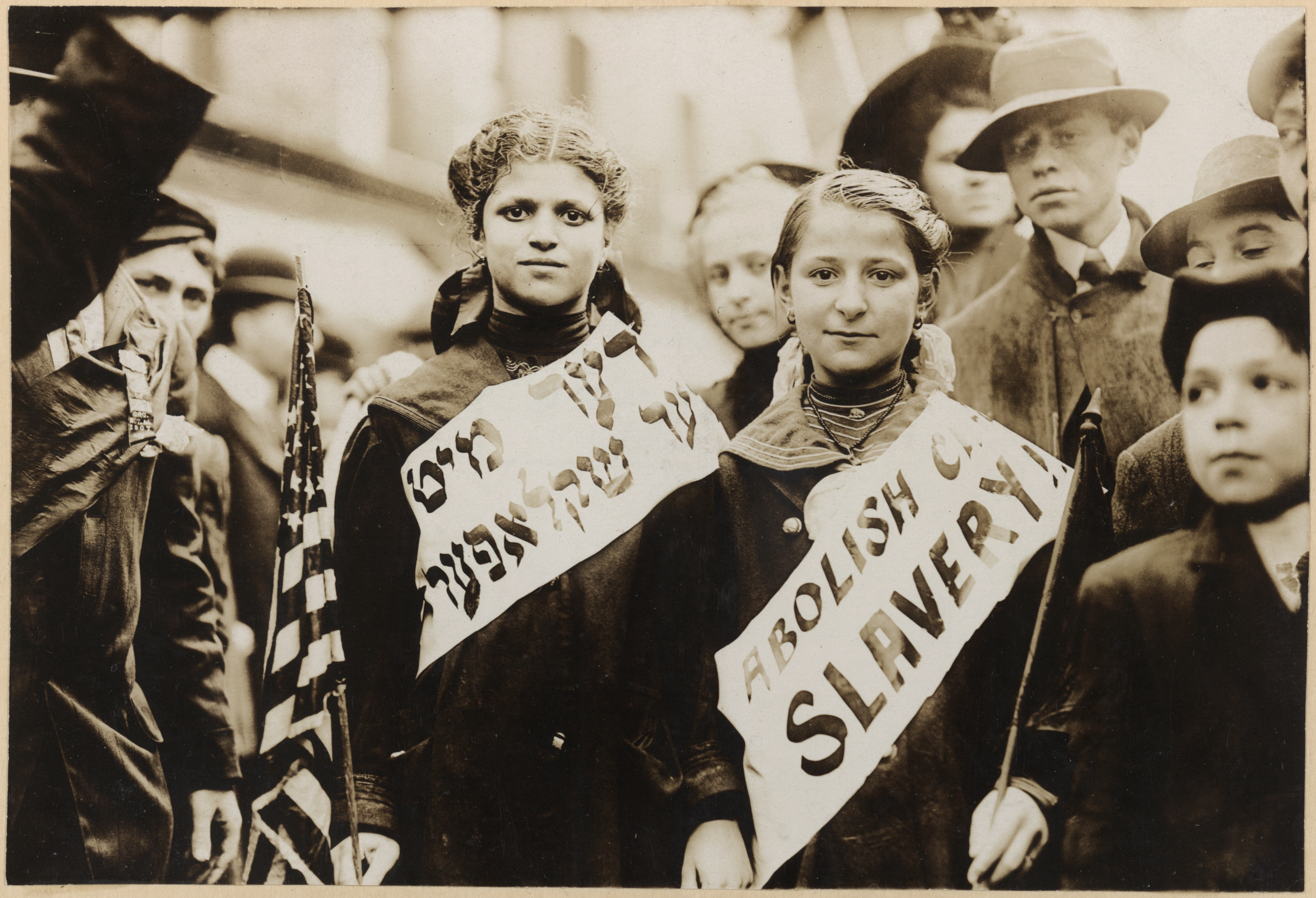
Activistas de la juventud en Estados Unidos en los inicios de los 1900s.

El Comité nacional del trabajo infantil, una organización dedicada a la abolición de todo el trabajo infantil, se formó en los 1890´s. Logró pasar una ley, la cual fue rechazada por la Suprema Corte dos años después por violar el derecho del niño de buscar trabajo. En 1924, el Congreso intentó pasar una Reforma constitucional que pudiera autorizar una ley nacional de trabajo infantil. Esta medida fue bloqueada y el mandato fue finalmente rechazado. Fue la Gran Depresión la que terminó a escala nacional el trabajo infantil; los adultos se desesperaron tanto por conseguir trabajo que no les importaba trabajar por la misma cuota que los niños. En 1938, el presidente Franklin D. Roosevelt firmó el Acto de los estándares del trabajo justo el cual, entre otras cosas, pusieron límites en varias formas al trabajo infantil.
El educador polaco Janusz Korczak escribió los derechos de los niños en su trabajo Cómo amar a un niño (Warsaw, 1919); un libro posterior se tituló El derecho del niño a respetar (Warsaw, 1929). En 1917, tras la Revolución Rusa, la rama de Moscú de la organización Proletkult produjo una Declaración de los derechos de los niños.

### Derechos del niño
La primera cédula formal en exponer los derechos de los niños fue redactada en 1917, tras la Revolución Rusa, por la rama de Moscú de la organización Proletkult que produjo una Declaración de los derechos de los niños. Posteriormente la reformista social británica Eglantyne Jebb en 1924. Jebb fundó Save the Children en 1919, una de las primeras obras de caridad enfocada en los menores, para ayudar a mitigar el hambre de los niños en Alemania y el Imperio austrohúngaro durante el bloqueo Aliado de Alemania en la Primera Guerra Mundial que continuó después del Armisticio del 11 de noviembre de 1918.

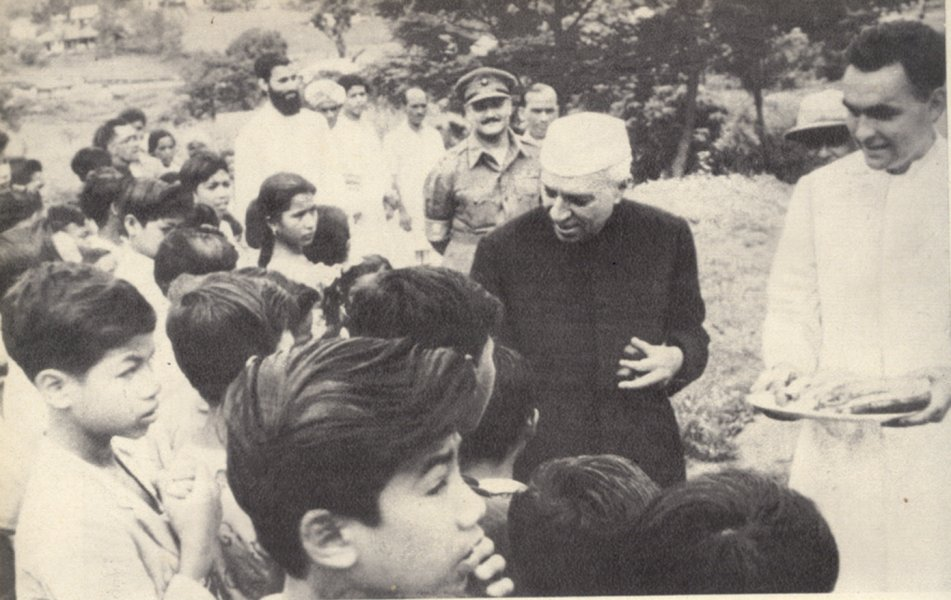
Nehru distributes sweets to children on Children's Day in India.

Sus experiencias ahí y posteriormente en República Socialista Federativa Soviética de Rusia, la llevaron a creer que los derechos del niño necesitaban ser especialmente protegidos e impuestos, y sus estipulaciones constaban de los siguientes criterios:

1. El niño debe ser dotado de los recursos esenciales para su desarrollo normal, tanto materialmente como espiritualmente.
2. El niño con hambre debe ser alimentado, el niño enfermo debe ser curado, el niño atrasado debe ser ayudado, el niño delincuente debe ser regenerado, y el huérfano y el vagabundo debe ser albergados y socorridos.
3. El niño debe ser el primero en recibir alivio en tiempos de angustia.
4. El niño debe ponerse en una posición para ganarse un sustento y debe ser protegido contra cualquier forma de explotación.
5. El niño debe ser concientizado que sus talentos deben ser dedicados al servicio de sus prójimos.

Estas declaraciones fueron adoptados por la Unión Internacional para Salvar a los Niños y ratificada por la Asamblea General de la Sociedad de Naciones en 1924 como la Declaración del Bienestar Infantil Mundial. En 1925, el primer Congreso Internacional del Bienestar Infantil ocurrió en Ginebra, donde la Declaración fue discutida a fondo y aprobada por las organizaciones y gobiernos.

### Declaración de los Derechos del Niño
La Unión Internacional para Salvar a los Niños también presionó a la recién formada Naciones Unidas en 1946 para adoptar la Declaración del Bienestar Infantil Mundial. Lo anterior se logró en 1959, cuando la Asamblea General de las Naciones Unidas  adoptó una versión expandida como la Declaración de los Derechos del Niño. Sus principales disposiciones son:
- derechos de protección: el derecho a ser protegido contra el maltrato y negligencia, el derecho a ser protegido de todas formas de explotación
- derechos de provisión: el derecho al alimento y a la salud, el derecho a la educación, el derecho de ser beneficiado por la seguridad social
- derechos de participación: el derecho a actuar en ciertas circunstancias y el derecho de ser involucrados en la toma de decesiones[18]

Desde la formación de la Organización de las Naciones Unidas al día presente, el Movimiento de los Derechos de los Niños se ha vuelto global en enfoque. Los niños alrededor del mundo aún sufren de trabajo infantil, mutilación genital, servicio militar y trata de personas. Distintas organizaciones internacionales se han congregado y manifestado para la asistencia de los niños. Estas incluyen Ayuda a los niños, Libera a los niños y la Fundación en defensa de los niños.
La Red de Información de los Derechos del Niño, formada en 1983, es un grupo de 1,600 organizaciones no gubernamentales de todo el mundo que abogan por la implementación de la Convención sobre los Derechos del Niño. Organizaciones reportan en el progreso de sus países hacia la implementación, tal como gobiernos que han ratificado la Convención. Cada 5 años es necesario para los gobiernos, reportar al Comité de los Derechos del Niño.

## Derechos de los niños por país
Muchos países han creado un instituto comisionado de los derechos de los niños o defensor, el primero fue en Noruega en 1981. Otros incluyen Finlandia, Suecia y Ucrania, el cual fue el primer país a nivel mundial en instalar a un niño en ese cargo en 2005.

### Alemania
Alemania están en acuerdo con las convenciones globales que protegen los derechos del niño. No obstante, Alemania prefiere interpretarlas de acuerdo con los principios de los acuerdos europeos, específicamente la Convención Europea de los Derechos Humanos y también en acuerdo con las Garantías Constitucionales Alemanas.

### Argentina
En 2005, con motivo de implementar la Convención de los Derechos del Niño de la ONU, la Ley Nacional para la Protección Integral de Niños y Adolescentes fue promulgada. Esta no solo hacía posibles medidas protectoras para los niños, sino que también creó la base para un sistema juvenil de justicia. Este sistema permite la reinserción de los niños a la sociedad y establecía tácticas para proteger a los niños del abusa y la explotación.

### Australia
Australia es un participante de todos los tratados importantes con impacto en los derechos de los niños. Los derechos y protección de los niños son gobernados tanto por la ley federal, como por la estatal y territorial.

### Brasil
Brasil es un miembro fundador de la ONU y un signatario de la Declaración Universal de los Derechos Humanos, que fue adoptada por la resolución de la Asamblea General en 1948. La Declaración Universal de los Derechos de los Niños enfatiza que la maternidad y la niñez deben tener derecho a cuidado especial y que los niños nacidos fuera de matrimonio deben ser permitidos la misma protección social. En 1990, Brasil aprobó la Convención en los Derechos del Niño de las Naciones Unidas y lo incorporó completamente sobre la ley brasileña positiva.

### China
China ha ratificado muchos documentos internacionales con respecto a los derechos de protección de los niños, incluidos la Convención de los Derechos del Niño de 1989, el Protocolo Opcional para la Convención de los Derechos del Niño en la Venta de Niños, Prostitución Infantil, y Pornografía Infantil de 2000, la Convención de las Peores Formas de Trabajo Infantil de 1999, y la Convención de La Haya de la Protección de los Niños y Cooperación en Respecto de la Adopción entre Países de 1993.

### Estados Unidos
Hay una larga historia de los derechos de los niños en los Estados Unidos. Muchos defensores de los derechos del niño el día de hoy abogan en los Estados Unidos por una agenda más pequeña que sus compañeros internacionales. Los grupos se enfocan primordialmente en maltrato infantil, muertes infantiles, cuidado adoptivo, , prevención de colocación de apadrinado y adopción . Un movimiento desde hace mucho tiempo ha ido promoviendo los derechos de la juventud en los Estados Unidos haciendo ganancias substanciales en el pasado.

### Francia
Francia está en cooperación con todos los tratados mayores ocupados de los derechos de los niños. Ha sido sede de diversos mecanismos para monitorear la implementación de la Convención de los Derechos del Niño de 1989, en particular, un defensor para los niños.

### Grecia
Grecia tiene varias leyes y un número de medidas y servicios para promover y mejorar los derechos de los niños. En 2002, el Parlamento Griego adoptó una nueva ley en tráfico humano; en 2003 el sistema juvenil fue reformado; en 2006 una ley adicional fue creada para combatir la violencia intra-familiar, la cual establece la prohibición de un castigo corporal a los niños.

### India
El 39% de la población de la República de la India son niños menores de 18 años, muchos de los cuales habitan en zonas rurales (73%), lo que obstaculiza el acceso a derechos infantiles fundamentales. La Comisión Nacional para la Protección de los Derechos del Niño de la India es la organización gubernamental encargada de garantizar el correcto ejercicio de los derechos de los niños, niñas y adolescentes establecidos en la Convención de las Naciones Unidas sobre los Derechos del Niño, adoptada en 1989. Hoy en día, una de las mayores problemáticas relacionadas con los derechos de los niños en India se vincula con el trabajo infantil.

### Reino Unido
El movimiento de los derechos de los niños afirma que los niños tienen derechos, los cuales adultos, estados y gobiernos tienen la responsabilidad de defender. El Reino Unido mantiene una posición no está legalmente impuesta y es más bien una aspiración- 
The Children's Rights Movement assert that it is the case that children have rights which adults, states and government have a responsibility to uphold. The UK maintains a position that UNCRC is not legally enforceable and is hence 'aspirational' only - aunque el mandato de 2003 de la Convención Europea de Derechos Humanos: "Los derechos humanos de los niños y los estándares en hacer estos derechos posibles para todos los niños a los cuales todos los gobiernos deben aspirar están establecidos en la Convención de los Derechos del Niño" (Extraído de Sahin v Alemania, Gran Cámarad del Juicio de la Convención Europea de Derechos Humanos, 8 de julio de 2003). 18 años tras la ratificación, las cuatro Comisiones Infantiles en administraciones descentralizadas se unieron para llamar a la adopción de la Convención en legislación doméstico, haciendo los derechos de los niños legalmente impuestos.

## Convención de los Derechos del Niño

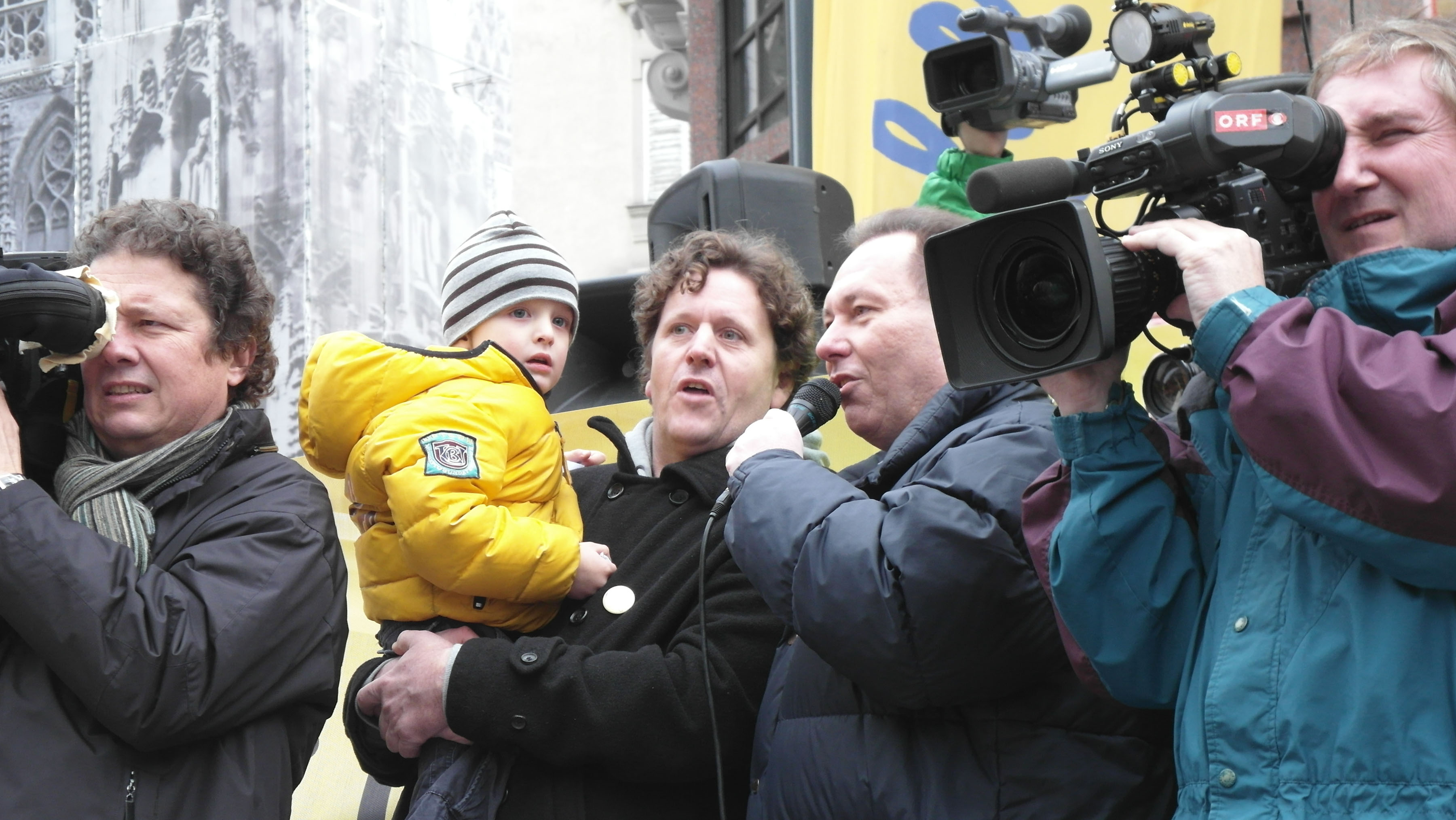
Viena, Austria; El día de los derechos de los niños, 20 de noviembre de 2011.

La Convención sobre los Derechos del Niño de las Naciones Unidas tiene 54 artículos, cada uno describiendo un derecho distinto. Estos cubren cuatro distintos grupos de derechos; supervivencia, protección, desarrollo y participación. La convención establece una premisa estándar para el movimiento de los derechos de los niños. Ha sido ratificada por todos excepto dos países; Estados Unidos y Sudán del Sur. La administración estadounidense de Bush se opuso en la ratificación de la Convención, estableciendo que había "serios asuntos políticos y legales que entraban en conflicto con las políticas de E.E.U.U. sobre el rol central de los padres, soberanía,y la ley local y estatal"."
La Convención es suplida por el Protocolo Opcional en la participación de Niños en Conflicto Armado (contra el uso militar de niños) y por el Protocolo Opcional de la venta de niños, prostitución infantil y pornografía infantil (contra el tráfico de niños, prostitución infantil y pornografía infantil).

## Niños en el poder
Hoy en día, hay al menos 30 países que tienen algún tipo de estructura no-adulta de parlamento, tanto nacionalmente o en ciudades, pueblos o escuelas. Muchos parlamentos infantiles, especialmente en naciones con mayor bienestar, están orientadas más hacia la educación de los niños en política, más que en el ejercicio de poder en los sistemas políticos de adultos.
Por otra parte, algunos parlamentos de niños ejercen un cierto grado de poder político. Unos de los primeros parlamentos de niños, creados en los 1990s en escuelas de los pueblos en Rayastán, India, con niños de seis a catorce años eligiendo representantes que fueron capaces de lograr verdaderas diferencias en sus comunidades. Algunos parlamentos de niños, como en la ciudad de Barra Mansa en Brasil, tienen poder extenso sobre cuestiones infantiles y controlan cierta cantidad del presupuesto gubernamental.